# Louis Hasselmans
Louis Hasselmans (París, 25 de juliol de 1878 - San Juan de Puerto Rico, 27 de desembre de 1957) va ser un violoncel·lista i director d'orquestra francès.
Fill d'arpista Alphonse Hasselmans, i germà de Marguerite (pianista). Louis Hasselmans va estudiar el violoncel amb Jules Delsart al Conservatori de París. Va obtenir un primer premi el 1893. Va estudiar amb A. Lavignac, B. Godard i J. Masseenet.
Entre 1904 i 1909, va ser membre del Capet Quartet. Va debutar com a director d'orquestra amb l'Orquestra Lamoureux. Va dirigir l'Opéra-Comique (1909-1911 - 1919-1922), l'orquestra de Montreal, els "Concerts classics de Marseille" (1911-1913) i la Casa de l'Òpera Cívica de Chicago (1918-1919). Convocat per, sota el consell de Camille Saint-Saëns, dirigeix Parysatis i Héliogabale al Théâtre des Arènes a Béziers el 1902 i el 1910. De 1921 a 1936, dirigí l'Òpera Metropolitana de Nova York. De 1936 a 1948, fou professor a l'Escola de Música de la Universitat de Louisiana.
A Louis Hasselmans li va ser dedicada la Sonata del violoncel No 1 de Gabriel Fauré, es va casar amb la mezzo-soprano nord -americana Minnie Egener (1881-1938).